# Amphoe Ta Phraya
Amphoe Ta Phraya (thaï : ตาพระยา) est un amphoe de la province de Sa Kaeo.

## Points d'intérêt

Le parc national de Ta Phraya
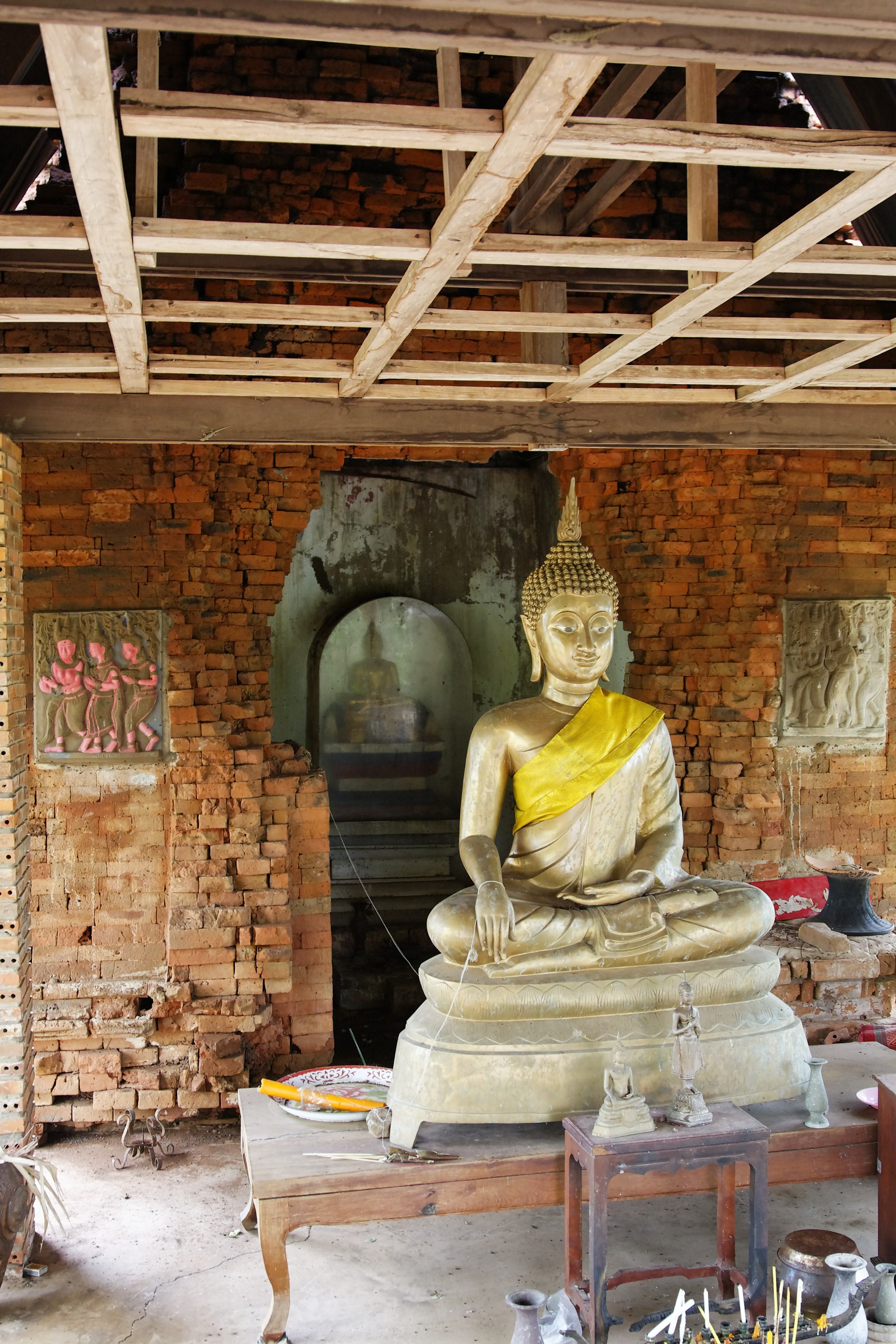
Le Prasat Khao Lon
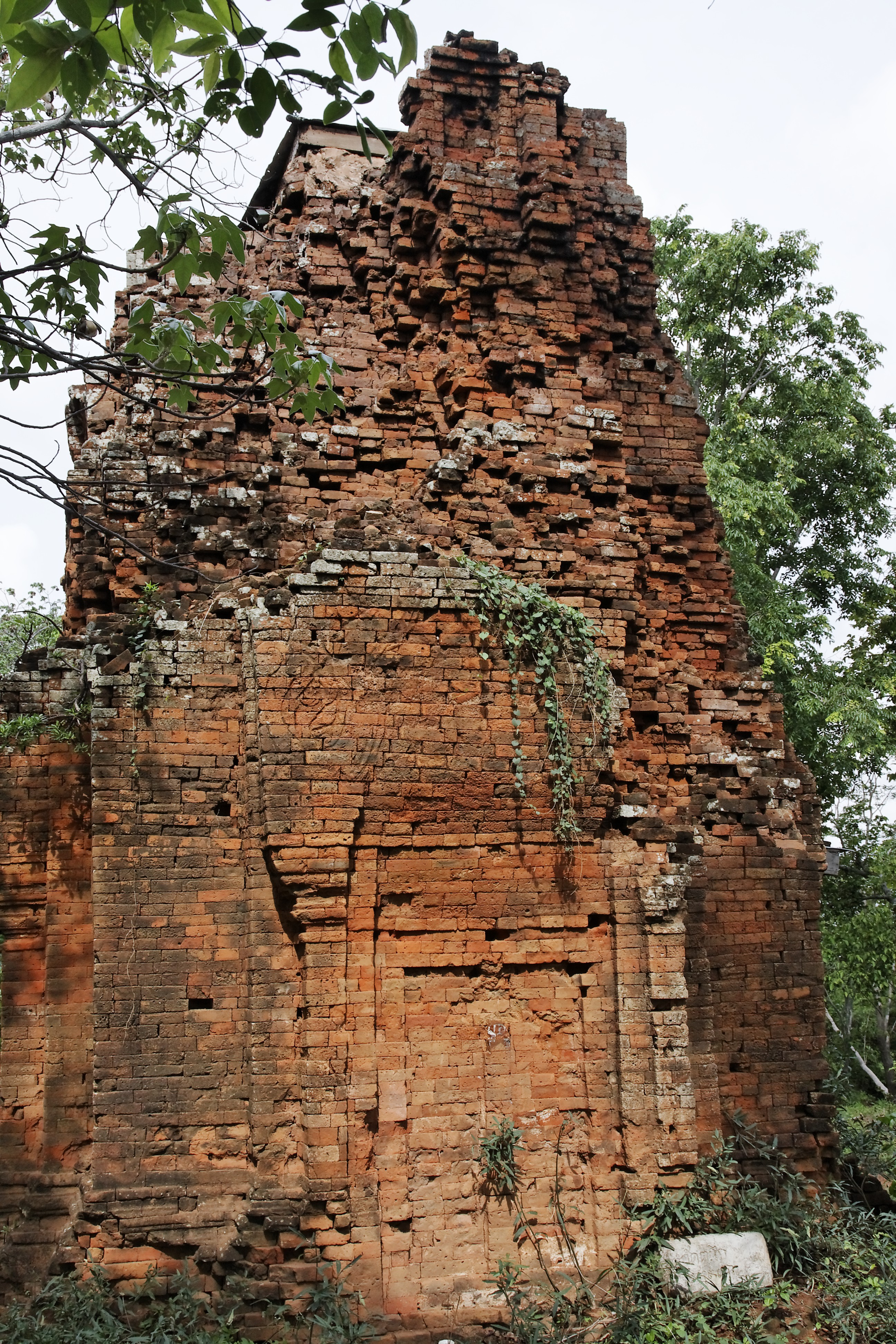
Le Prasat Khao Lon
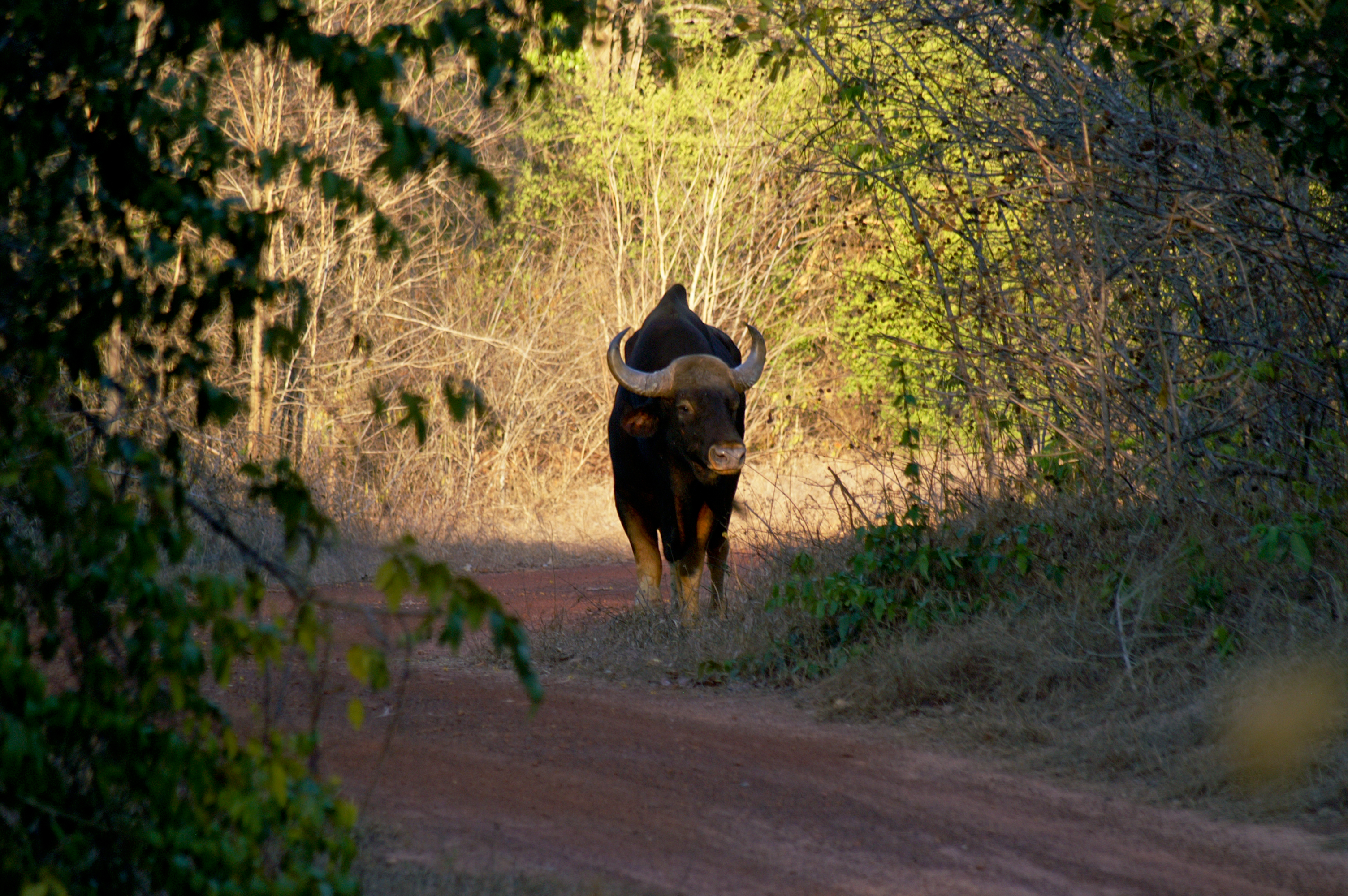
Un gayal